# Symplocos laeteviridis
Symplocos laeteviridis är en tvåhjärtbladig växtart som beskrevs av Otto Stapf. Symplocos laeteviridis ingår i släktet Symplocos och familjen Symplocaceae.

## Underarter
Arten delas in i följande underarter:
- S. l. alabensis
- S. l. alternifolia
- S. l. basirotunda
- S. l. kinabaluensis
- S. l. mjoebergii
- S. l. pauciflora
- S. l. velutinosa